# Siobhán McSweeney
Siobhán McSweeney (Cork, 27 dicembre 1979) è un'attrice irlandese.

## Biografia
Nata nella contea di Cork, Siobhán McSweeney ottenne una prima laurea all'University College Cork prima di trasferirsi a Londra nel 2001 per studiare recitazione alla Central School of Speech and Drama.
Attiva in campo teatrale, televisivo e cinematografico, Siobhán McSweeney ha recitato al National Theatre nei classici Madre Coraggio e i suoi figli (2009) e Come vi piace (2015), oltre a recitare con la Royal Shakespeare Company ne L'alchimista di Ben Jonson nel 2016. Sul grande schermo ha recitato accanto a Ian McKellen in Mr. Holmes - Il mistero del caso irrisolto e Johnny Depp in Alice attraverso lo specchio. In campo televisivo è nota soprattutto per l'interpretazione di Sorella Michael in Derry Girls.

## Filmografia

### Cinema
- Il vento che accarezza l'erba (The Wind That Shakes the Barley), regia di  Ken Loach (2006)
- Mr. Holmes - Il mistero del caso irrisolto (Mr. Holmes), regia di Bill Condon (2015)
- Alice attraverso lo specchio (Alice Through the Looking Glass), regia di James Bobin (2016)
- Stra Ordinario (Extra Ordinary), regia di Mike Ahern e Enda Loughman (2019)
- Nowhere Special - Una storia d'amore (Nowhere Special), regia di Uberto Pasolini (2020)
- Il visionario mondo di Louis Wain (The Electrical Life of Louis Wain), regia di Will Sharpe (2021)
- Kepler62F, regia di Omi e Vin (2022)

### Cortometraggi
- Big Dog, regia di Jamie Gyngell e Jamie Whitby (2017)
- The Widow, regia di Nicola Morris e Ailish Symons (2020)
- Scrubber, regia di Sophia Di Martino (2020)
- Reroot, regia di Connor Richmond (2022)
- Spud, regia di Siobhán McSweeney (2022)

### Televisione
- Valle di luna (Emmeralde) – soap opera, 1 puntata (2007)
- London Irish, regia di Tom Marshall – miniserie TV (2013)
- The Fall - Caccia al serial killer (The Fall) – serie TV, 7 episodi (2013-2014)
- No Offence – serie TV, 6 episodi (2015)
- Collateral – serie TV, 3 episodi (2018)
- Derry Girls – serie TV, 19 episodi (2018-2022)
- Porters – serie TV, 3 episodi (2019)
- Anthony, regia di Terry McDonough – film TV (2020)
- Holding – serie TV, 4 episodi (2022)
- Redemption – miniserie TV (2022)
- I misteri di Murdoch (Murdoch Mysteries) – serie TV, episodi 16x01-16x02 (2022)
- Delitti in Paradiso - Un fantasma dal passato (The Death Ghost), regia di Ruth  Carney – film TV (2022)
- Extraordinary – serie TV, 7 episodi (2023-2024)

## Doppiatrici italiane
- Micaela Incitti in The Fall - Caccia al serial killer